# Cataclysme infumata
Cataclysme infumata är en fjärilsart som beskrevs av Barnes och Mcdunnough 1917. Cataclysme infumata ingår i släktet Cataclysme och familjen mätare. Inga underarter finns listade i Catalogue of Life.